# Mateusz Piskorski
Mateusz Andrzej Piskorski (ur. 18 maja 1977 w Szczecinie) – polski polityk, nauczyciel akademicki, politolog, publicysta i dziennikarz. Poseł na Sejm V kadencji.

## Życiorys

### Wykształcenie i praca zawodowa
W 2001 ukończył studia politologiczne na Wydziale Humanistycznym Uniwersytetu Szczecińskiego. W lutym 2011 uzyskał stopień doktora nauk humanistycznych, broniąc na Wydziale Nauk Politycznych i Dziennikarstwa Uniwersytetu im. Adama Mickiewicza w Poznaniu pracę doktorską pod tytułem Samoobrona RP w polskim systemie partyjnym.
W 2002 został zatrudniony jako nauczyciel akademicki na Uniwersytecie Szczecińskim, skąd odszedł w 2005. Wykładał też w Collegium Balticum i Wydziale Zamiejscowym Wyższej Szkole Pedagogicznej TWP w Szczecinie. W 2007 powrócił do pracy na Uniwersytecie Szczecińskim. W 2008 został prezesem Towarzystwa Współpracy Polsko-Wenezuelskiej. Objął też funkcję prezesa zarządu spółki Nord Media Press, pracował również w KRRiT. Od grudnia 2009 do grudnia 2010 był zastępcą dyrektora Polskiego Radia Euro. Był adiunktem na Akademii im. Jana Długosza w Częstochowie. Następnie był dziekanem Wydziału Nauk Politycznych Wyższej Szkoły Stosunków Międzynarodowych i Amerykanistyki w Warszawie. Został później zatrudniony jako adiunkt w Wyższej Szkole Ekonomicznej w Stalowej Woli oraz w Wyższej Szkole Współpracy Międzynarodowej i Regionalnej im. Zygmunta Glogera w Wołominie.
Jego teksty ukazywały się m.in. w „Polityce Narodowej”, „Obywatelu”, „Myśli Polskiej” i „Myśli.pl”

### Działalność polityczna
W 1996 wstąpił do Unii Społeczno-Narodowej, a po jej rozwiązaniu został członkiem Stronnictwa Narodowego. Jako jeden z liderów struktur SN w Szczecinie zawarł porozumienie swojego środowiska z Polskim Stronnictwem Ludowym. Współtworzył także szczeciński oddział Stowarzyszenia na rzecz Tradycji i Kultury „Niklot”, które wydawało również pisma niskonakładowe (ziny) „Odala”, „Wadera”, w których propagował nacjonalizm słowiański. Założył i stanął na czele stowarzyszenia Europejskie Centrum Analiz Geopolitycznych (następnie został jego wiceprzewodniczącym, a później sekretarzem generalnym). W 2002 wstąpił do Samoobrony RP. Pełnił funkcję asystenta społecznego posła Jana Łącznego. Doradzał prezydium partii w sprawach polityki zagranicznej. Był też członkiem komitetu wyborczego Andrzeja Leppera jako kandydata w wyborach prezydenckich w 2005.
W wyborach w 2005 z listy Samoobrony RP uzyskał mandat posła na Sejm V kadencji z okręgu szczecińskiego z poparciem 5610 głosów. Pracował w Komisji Spraw Zagranicznych oraz Komisji Regulaminowej i Spraw Poselskich. Był także wiceprzewodniczącym komisji nadzwyczajnych: ds. zmian w ustawie o IPN oraz ds. ustaw o reprywatyzacji. Reprezentował również Sejm RP w Zgromadzeniu Unii Zachodnioeuropejskiej. W wyborach samorządowych w 2006 został zgłoszony jako kandydat na prezydenta Szczecina, jednak wycofał się przed głosowaniem i poparł Teresę Lubińską z PiS. W styczniu 2007 objął funkcję rzecznika prasowego Samoobrony RP.
W przedterminowych wyborach parlamentarnych w 2007 bez powodzenia ubiegał się o reelekcję (uzyskał 2808 głosów). W grudniu tego samego roku wszedł w skład prezydium Samoobrony RP. W styczniu 2009 brał udział w tworzeniu ugrupowania Libertas Polska. Wystąpił z Samoobrony RP, jednak później do niej powrócił i ponownie zasiadał w jej prezydium.
W wyborach parlamentarnych w 2011 bez powodzenia kandydował do Sejmu z 1. miejsca listy Polskiej Partii Pracy – Sierpień 80 (z rekomendacji Samoobrony RP) w okręgu podwarszawskim (otrzymał 578 głosów). W kwietniu 2012 wstąpił do PPP, jednak po kilku miesiącach wrócił do Samoobrony, a w listopadzie tego samego roku został pierwszym wiceprzewodniczącym tej partii. W lutym 2015 został wybrany na przewodniczącego nowo powołanego ugrupowania Zmiana.
W 2014 wsparł powszechnie nieuznane referendum na Krymie, w trakcie którego kierował grupą „niezależnych obserwatorów”.
W maju 2016 został zatrzymany przez funkcjonariuszy Agencji Bezpieczeństwa Wewnętrznego. Przedstawiono mu zarzuty szpiegostwa na rzecz rosyjskiego oraz chińskiego wywiadu cywilnego, w tym poprzez udział w spotkaniach operacyjnych z osobami kontaktowymi i przyjmowanie zadań operacyjnych celem propagowania rosyjskich interesów, za co miał otrzymywać wynagrodzenie; następnie decyzją sądu został tymczasowo aresztowany. Tymczasowe aresztowanie było następnie przedłużane. W maju 2018 grupa robocza ONZ ds. arbitralnych zatrzymań zaapelowała do polskich władz o jego uwolnienie i zakończenie śledztwa. W maju 2019, po uiszczeniu 200 tysięcy złotych poręczenia majątkowego, uchylono wobec Mateusza Piskorskiego tymczasowe aresztowanie. W okresie przebywania w areszcie śledczym według Mateusza Piskorskiego wspierali go i działali na rzecz jego uwolnienia m.in. Kornel Morawiecki, Janusz Korwin-Mikke, Grzegorz Braun i Piotr Ikonowicz.
Udzielał się jako komentator w rosyjskich prokremlowskich mediach – agencji informacyjnej Sputnik i telewizji RT. W trakcie inwazji Rosji na Ukrainę w 2022 występował też w państwowych mediach białoruskich. W tym samym roku promował przetłumaczoną przez siebie książkę Manifest Wielkiego Przebudzenia i pisma czasu wojny autorstwa rosyjskiego geopolityka Aleksandra Dugina.
W marcu 2022 wystąpił jako tłumacz pierwszej damy Agaty Kornhauser-Dudy podczas spotkania z uchodźcami wojennymi z Ukrainy. Zdarzenie to wywołało szeroki rozgłos medialny z uwagi na toczące się wobec Mateusza Piskorskiego postępowanie karne związane z zarzutami szpiegostwa.